# Купертон (Оклахома)
Купертон (англ. Cooperton) — місто (англ. town) в США, в окрузі Кайова штату Оклахома. Населення — 3 особи (2020).

## Географія
Купертон розташований за координатами 34°51′58″ пн. ш. 98°52′33″ зх. д. / 34.86611° пн. ш. 98.87583° зх. д. (34.866210, -98.875889).  За даними Бюро перепису населення США в 2010 році місто мало площу 1,26 км², уся площа — суходіл.

## Демографія
Згідно з переписом 2010 року, у місті мешкало 16 осіб у 9 домогосподарствах у складі 5 родин. Густота населення становила 13 особи/км².  Було 12 помешкання (9/км²).
Расовий склад населення:
| - 68,8 % — білих - 18,8 % — осіб інших рас |

До двох чи більше рас належало 12,5 %. Частка іспаномовних становила 18,8 % від усіх жителів.
За віковим діапазоном населення розподілялося таким чином: 12,5 % — особи молодші 18 років, 56,2 % — особи у віці 18—64 років, 31,3 % — особи у віці 65 років та старші. Медіана віку мешканця становила 48,5 року. На 100 осіб жіночої статі у місті припадало 300,0 чоловіків;  на 100 жінок у віці від 18 років та старших — 250,0 чоловіків також старших 18 років.
Цивільне працевлаштоване населення становило 0 осіб. 